# 三陸インターチェンジ
三陸インターチェンジ（さんりくインターチェンジ）は、岩手県大船渡市にある三陸沿岸道路のインターチェンジである。
大船渡三陸道路の終点である。吉浜道路の開通時に、IC名称を正式決定しインターチェンジ化された。当ICの近くに道の駅さんりくが、位置している。

## 歴史
- 1999年（平成11年）3月24日 : 大船渡IC - 新三陸TN間 開通に伴い供用開始。
- 2015年（平成27年）11月29日 : 三陸IC - 吉浜IC間 開通[1]。

## 道路

### 本線
- E45 三陸沿岸道路（36番）

### 接続する道路
- 国道45号 : 仙台方面は国道45号に直接接続するハーフダイヤモンド型インターチェンジで、宮古方面はICアクセス線を通じて接続。

## 周辺
- 道の駅さんりく

## 隣
E45 三陸沿岸道路
(35) 大船渡北IC - (36) 三陸IC - (37) 吉浜IC